# Accords d'Alma-Ata
Les accords d'Alma-Ata sont un ensemble de déclarations et de textes signés le 21 décembre 1991 par onze des quinze anciennes républiques socialistes soviétiques, relatifs à la cessation d'existence de l'Union soviétique et à la fondation de la Communauté des États indépendants (CEI),.
Ils étendent à huit autres États l'accord de Minsk du 8 décembre 1991 portant création de la CEI par la Biélorussie, la Russie et l'Ukraine.

## Genèse
À Minsk le 8 décembre 1991, les Présidents des trois États présents rejettent la proposition de création d'une nouvelle Union formulée par M. Gorbatchev, président de l'URSS, dont ils estiment qu'elle n'a plus d'existence, du fait que les Républiques constitutives de l'URSS déclarent leur indépendance les unes après les autres. Ils décident de fonder une « Communauté d'États indépendants » fondée sur l'égalité des droits, sans centre de décision de type fédéral et sans donner à la Russie un rôle prépondérant du moins en droit.
À peine adopté le texte de l'accord est modifié à la demande de l'Ukraine où le oui à l'indépendance l'emporte avec plus de 90% des voix lors du référendum du 1er décembre 1991 ce qui incite le Parlement ukrainien à le faire modifier dans le sens d'une plus grande garantie d'autonomie et du rejet de dispositions qui pourraient ouvrir la porte à une forme de confédération. 
Dès le 9 décembre, l'Arménie apporte son soutien aux résultats de la réunion de Minsk. En revanche, les cinq républiques d'Asie centrale se réunissent le 13 décembre 1991 à Achgabat pour adopter une position commune. D'abord tentées de bâtir une alliance à cinq, elles décident finalement de se rallier à la CEI à condition d'en être considérées comme membres fondateurs à égalité de droit avec les trois premiers signataires. 
Les trois États baltes, désireux d'affirmer leur indépendance perdue après leur intégration forcée dans l'Union soviétique en 1940, ne sont à aucun moment candidats à rejoindre la CEI. La Géorgie ne participe pas à la conférence d'Alma-Ata, mais elle rejoindra la CEI sous la pression russe deux ans plus tard, le 23 octobre 1993, dans le contexte du cessez-le-feu entre les forces gouvernementales géorgiennes et les séparatistes d'Abkhazie,. 

## Contenu des accords
Les accords d'Alma-Ata sont l'ensemble constitué par une déclaration et un protocole ainsi que plusieurs décisions des chefs d'État présents et un accord sur les armes nucléaires. La déclaration conjointe précise que la CEI n'est « ni un État, ni une entité supranationale ».
Les signataires affirment en préambule du traité vouloir fonder « des États de droit basés sur les principes de démocratie », adhérer aux principes figurant dans la charte des Nations unies et l'acte final d'Helsinki signé en 1975, et respecter « les dispositions des traités internationaux sur les droits de l'homme et les droits des peuples ».
Les onze États prévoient à l'article 4 du traité de coopérer dans les « domaines politique, économique, culturel, de l'éducation, de la santé, de l'environnement, de la science et du commerce ».
Sur le plan international, les États signataires garantissent le respect des engagements internationaux pris par l'URSS, et la Russie obtient l'accord des autres États participants pour qu'elle prenne la suite de l'Union soviétique en tant que membre permanent du Conseil de sécurité des Nations unies, en échange de son appui à leur admission à l'ONU, qui sera effectivement acceptée dans les mois qui suivirent.
Le protocole prévoit que « l'accord sur la création de la CEI entre en vigueur, pour chaque haute partie contractante, à compter du moment de sa ratification ». 

## Dissolution de l'URSS
La confirmation à Alma-Ata de la création de la CEI par onze des quinze anciennes républiques signifie de façon irrémédiable la fin de l'URSS. La déclaration publiée par les onze stipule explicitement que « l'Union des Républiques socialistes soviétiques cesse d'exister avec la création de la Communauté des États indépendants »,.
Le 24 décembre  1991, la Russie fait savoir qu'elle remplace l'URSS dans son siège de membre permanent du Conseil de sécurité en vertu du principe de continuité.
Le 25 décembre, Mikhaïl Gorbatchev démissionne. Le 26 décembre 1991, le Parlement soviétique prend acte par une résolution de la disparition de l'Union soviétique.

## Décisions relatives aux armes nucléaires
Les questions relatives au devenir des armes nucléaires détenues en nombre considérable par l'Union soviétique revêt une grande importance pour les États participants à la conférence d'Alma-Ata mais aussi pour les États-Unis et la Communauté économique européenne à douze États qui veulent absolument éviter une prolifération de ces armes. Fin 1991, quatre États de l'ex-URSS ont sur leur sol des armes nucléaires stratégiques : la Biélorussie, le Kazakhstan, la Russie et l'Ukraine.
La déclaration conjointe du 21 décembre stipule que « pour assurer la sécurité et la stabilité stratégique internationale, on maintiendra un commandement unique des forces militaires stratégiques, ainsi qu'un contrôle unique des armes nucléaires ».
Quelques jours plus tard, l’accord de Minsk du 30 décembre 1991 prévoit un transfert des armes nucléaires tactiques vers la Russie dans un délai de 6 mois. Cette opération est finalement achevée le 6 mai 1992,.

## États successeurs de l'Union soviétique
| État         | Déclaration d'indépendance | Admission à l'ONU | Admission à la CSCE (OSCE) | Adhésion à la CEI | Notes      |
| ------------ | -------------------------- | ----------------- | -------------------------- | ----------------- | ---------- |
| Arménie      | 23 septembre 1991          | 2 mars 1992       | 30 janvier 1992            | 21 décembre 1991  | [ 13 ]     |
| Azerbaïdjan  | 30 août 1991               | 2 mars 1992       | 30 janvier 1992            | 21 décembre 1991  | [ 14 ]     |
| Biélorussie  | 25 août 1991               | 24 octobre 1945   | 30 janvier 1992            | 8 décembre 1991   | [ 15 ]     |
| Estonie      | 20 août 1991               | 17 septembre 1991 | 10 septembre 1991          |                   | [ 16 ]     |
| Géorgie      | 9 avril 1991               | 31 juillet 1992   | 24 mars 1992               | 23 octobre 1993   | ,          |
| Kazakhstan   | 16 décembre 1991           | 2 mars 1992       | 30 janvier 1992            | 21 décembre 1991  | [ 18 ]     |
| Kirghizistan | 31 août 1991               | 2 mars 1992       | 30 janvier 1992            | 21 décembre 1991  | [ 19 ]     |
| Lettonie     | 21 août 1991               | 17 septembre 1991 | 10 septembre 1991          |                   | [ 20 ]     |
| Lituanie     | 11 mars 1990               | 17 septembre 1991 | 10 septembre 1991          |                   | [ 21 ]     |
| Moldavie     | 27 août 1991               | 2 mars 1992       | 30 janvier 1992            | 21 décembre 1991  | [ 22 ]     |
| Ouzbékistan  | 31 août 1991               | 2 mars 1992       | 30 janvier 1992            | 21 décembre 1991  | [ 23 ]     |
| Russie       | 8 décembre 1991            | 24 octobre 1945   | 25 juin 1973               | 8 décembre 1991   | [ note 1 ] |
| Tadjikistan  | 9 septembre 1991           | 2 mars 1992       | 30 janvier 1992            | 21 décembre 1991  | [ 24 ]     |
| Turkménistan | 27 octobre 1991            | 2 mars 1992       | 30 janvier 1992            | 21 décembre 1991  | [ 25 ]     |
| Ukraine      | 24 août 1991               | 24 octobre 1945   | 30 janvier 1992            | 8 décembre 1991   | [ 26 ]     |